# Гватемала на Светском првенству у атлетици на отвореном 2011.
Гватемала је учествовала на 13. Светском првенству у атлетици на отвореном 2011. одржаном у Тегу од 27. августа до 4. септембра тринаести пут, односно учествовала је на свим првенствима до данас. Репрезентацију Гватемале представљала су 2 учесника (1 мушкарац и 1 жена) који су се такмичили у 2 дисциплине (1 мушка и 1 женска).,
На овом првенству такмичари Гватемале нису освојили ниједну медаљу нити су остварили неки резултат.
У табели успешности према броју и пласману такмичара који су учествовали у финалним такмичењима (првих 8 такмичара) Гватемала је са 1 учесником у финалу делила 60. место са 3 бода.
| Плас. | Земља     | 1. место | 2. место | 3. место | 4. место | 5. место | 6. место | 7. место | 8. место | Бр. финал. | Бод. |
| ----- | --------- | -------- | -------- | -------- | -------- | -------- | -------- | -------- | -------- | ---------- | ---- |
| =60.  | Гватемала | 0        | 0        | 0        | 0        | 0        | 1        | 0        | 0        | 1          | 3    |

## Учесници
| Мушкарци: - Ерик Барондо — 20 км ходање | Жене: - Jamy Franco — 20 км ходање |

## Резултати

### Мушкарци
| Атлетичар    | Дисциплина   | Лични рекорд | Квалификације | Квалификације | Финале   | Финале      | Детаљи |
| Атлетичар    | Дисциплина   | Лични рекорд | Резултат      | Место         | Резултат | Место       | Детаљи |
| ------------ | ------------ | ------------ | ------------- | ------------- | -------- | ----------- | ------ |
| Ерик Барондо | 20 км ходање | 1:20:58      |               |               | 1:22:08  | 6 / 32 (46) |        |

### Жене
| Атлетичарка | Дисциплина   | Лични рекорд | Квалификације | Квалификације | Финале   | Финале       | Детаљи |
| Атлетичарка | Дисциплина   | Лични рекорд | Резултат      | Место         | Резултат | Место        | Детаљи |
| ----------- | ------------ | ------------ | ------------- | ------------- | -------- | ------------ | ------ |
| Jamy Franco | 20 км ходање | 1:32:48 НР   |               |               | 1:34:36  | 16 / 56 (62) |        |